# 비디오 월

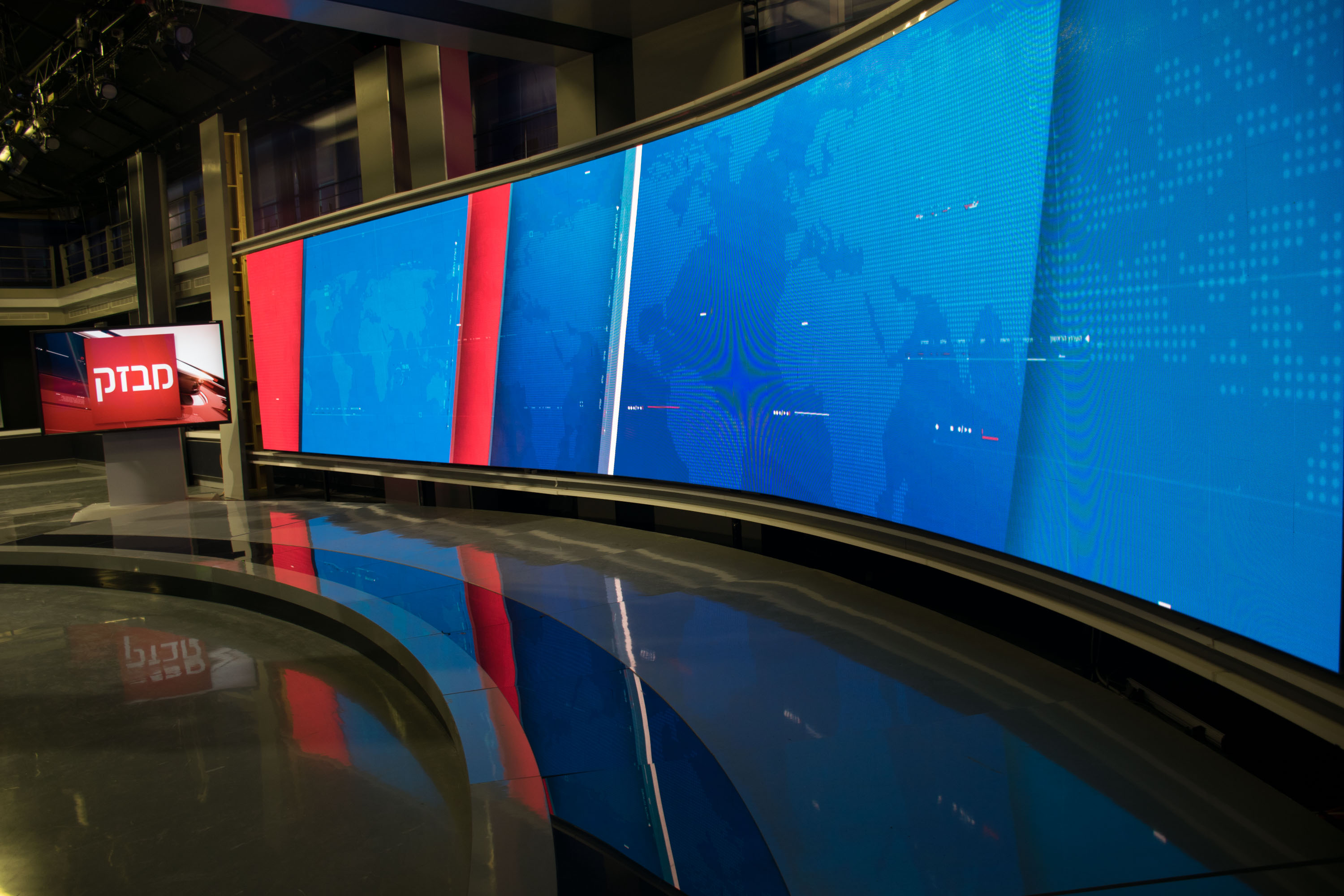
텔레비전 스튜디오의 비디오 월

비디오 월(video wall)은 여러 컴퓨터 모니터, 영상 프로젝터 또는 텔레비전 수상기를 연속적으로 배열하거나 겹쳐서 하나의 큰 화면을 형성하는 특수한 다중 모니터 설정이다. 일반적인 디스플레이 기술에는 LCD 패널, 직접 시청 LED 어레이, 혼합 투사 스크린, 레이저 형광체 디스플레이, 후면 투사 큐브가 포함된다. 이전에는 점보트론 기술도 사용되었다. 다이아몬드 비전은 브라운관(CRT) 기술을 사용했다는 점에서 역사적으로 점보트론과 비슷했지만, 둘 사이에는 약간의 차이가 있었다. 초기 다이아몬드 비전 디스플레이는 서브픽셀당 하나의 개별 플러드 건 CRT를 사용했다. 후기 다이아몬드 비전 디스플레이와 모든 점보트론은 각각 여러 개의 플러드 건 CRT를 포함하는 현장 교체 가능한 모듈을 사용했으며, 서브픽셀당 하나씩 모듈 내의 모든 CRT에 공통 연결이 공유되었다. 이 모듈은 단일 방수 커넥터를 통해 연결되었다.
비디오 월에 사용하도록 특별히 설계된 화면은 활성 디스플레이 영역 간의 간격을 최소화하기 위해 일반적으로 좁은 베젤을 가지며, 장기적인 서비스 가능성을 염두에 두고 제작된다. 이러한 화면은 전력, 비디오 및 명령 신호를 화면 간에 데이지 체인 방식으로 연결하기 위한 연결과 함께 유사한 화면을 함께 쌓는 데 필요한 하드웨어를 종종 포함한다. 예를 들어, 명령 신호는 비디오 월의 모든 화면을 켜거나 끄거나, (프로젝션 기반 화면의 경우) 전구 교체 후 단일 화면의 밝기를 보정할 수 있다.
단일 대형 화면 대신 비디오 월을 사용하는 이유는 타일 레이아웃을 사용자 지정할 수 있는 기능, 단위 비용당 더 넓은 화면 영역, 그리고 모양, 크기 또는 해상도가 비정상적인 단일 화면 제조의 경제학으로 인해 단위 비용당 더 높은 화소 밀도를 제공하기 때문이다.
비디오 월은 때때로 제어실, 스타디움 및 기타 대규모 공공 장소에서 발견된다. 예를 들어, 방문객이 장거리에서 디스플레이를 관찰할 것으로 예상되는 오클랜드 국제공항의 수하물 수취대에 있는 비디오 월과 연간 4천만 명의 승객이 공항을 통과하는 광고 플랫폼 역할을 하는 매캐런 국제공항의 100개 화면 비디오 월이 있다. 비디오 월은 방문객이 화면을 가까이서도 멀리서도 볼 수 있는 작은 장소에도 유용하며, 각각 높은 화소 밀도와 큰 크기를 필요로 한다. 예를 들어, 라피엣 도서관 및 학습 센터의 메인 로비에 위치한 100인치 비디오 월은 멀리서 지나가는 사람들이 사진을 볼 수 있을 만큼 충분한 크기를 가지며, 가까이서 관찰하는 사람들에게 다가오는 이벤트에 대해 읽을 수 있을 만큼 충분한 해상도를 제공한다.
간단한 비디오 월은 다중 모니터 비디오 카드로 구동할 수 있지만, 더 복잡한 구성에는 대형 비디오 월을 관리하고 구동하도록 특별히 설계된 특수 비디오 프로세서가 필요할 수 있다. 일반 PC, 디스플레이 및 네트워킹 장비를 사용하는 소프트웨어 기반 비디오 월 기술도 비디오 월 배포에 사용할 수 있다.
2013년 현재 가장 큰 비디오 월은 샬럿 모터 스피드웨이 모터스포츠 트랙의 백스트레치에 위치해 있었다. 파나소닉이 개발한 이 비디오 월은 61 x 24m(200 x 80피트) 크기이며 LED 기술을 사용한다. 텍사스 모터 스피드웨이는 2014년에 66 x 38m(218 x 125피트) 크기의 훨씬 더 큰 화면을 설치했다.
비디오 월은 단일 목적에 국한되지 않고 현재 수십 가지의 다양한 응용 분야에서 사용되고 있다.

## 컨트롤러

좁은 멀리언이 있는 후면 투사 디스플레이

비디오 월 컨트롤러(때로는 "프로세서"라고도 불림)는 단일 이미지를 개별 화면에 표시되도록 분할하는 장치이다. 비디오 월 컨트롤러는 다음과 같이 나눌 수 있다.
1. 하드웨어 기반 컨트롤러.
2. 소프트웨어 기반 PC 및 비디오 카드 컨트롤러.

하드웨어 기반 컨트롤러는 특정 목적을 위해 제작된 전자 장치이다. 일반적으로 비디오 처리 칩셋 배열로 구성되며 운영 체제가 없다. 하드웨어 비디오 월 컨트롤러를 사용하는 장점은 높은 성능과 신뢰성이다. 단점으로는 높은 비용과 유연성 부족이 있다.
가장 간단한 비디오 월 컨트롤러의 예는 단일 입력 다중 출력 스케일러이다. 단일 비디오 입력을 받아 이미지를 비디오 월의 디스플레이에 해당하는 부분으로 분할한다.
대부분의 전문 비디오 월 디스플레이에는 내장 컨트롤러(때로는 통합 비디오 매트릭스 프로세서 또는 스플리터라고도 함)가 있다. 이 매트릭스 스플리터는 단일 비디오 입력의 이미지를 전체 비디오 월 내의 모든 디스플레이(일반적으로 선형 매트릭스, 예: 2x2, 4x4 등으로 배열됨)에 "확장"할 수 있게 한다. 이러한 유형의 디스플레이는 일반적으로 설치자가 모든 디스플레이를 데이지 체인으로 연결하고 동일한 입력을 공급할 수 있도록 루프 스루 출력(일반적으로 DVI)을 가지고 있다. 일반적으로 설정은 리모컨과 온스크린 디스플레이를 통해 이루어진다. 이것은 비디오 월을 구축하는 상당히 간단한 방법이지만 몇 가지 단점이 있다. 첫째, 해상도가 입력 신호의 해상도보다 클 수 없기 때문에 비디오 월의 전체 화소 해상도를 사용할 수 없다. 또한 여러 입력을 동시에 표시할 수 없다.
소프트웨어 기반 PC 및 비디오 카드 컨트롤러는 특수 다중 출력 그래픽 카드와 선택적으로 비디오 캡처 입력 카드를 장착한 PC 또는 서버에서 운영 체제(예: 윈도우, 리눅스, 맥)를 실행하는 컴퓨터이다. 이러한 비디오 월 컨트롤러는 제어실 및 상황 센터의 신뢰성 요구 사항으로 인해 종종 산업용 섀시에 구축된다. 이 접근 방식은 일반적으로 더 비싸지만, 소프트웨어 기반 비디오 월 컨트롤러가 하드웨어 스플리터에 비해 가지는 장점은 지도, VoIP 클라이언트(IP 카메라 표시용), SCADA 클라이언트, 비디오 월의 전체 해상도를 직접 활용할 수 있는 디지털 사이니지 소프트웨어와 같은 애플리케이션을 실행할 수 있다는 것이다. 이것이 소프트웨어 기반 컨트롤러가 제어실 및 고급 디지털 사이니지에서 널리 사용되는 이유이다. 소프트웨어 컨트롤러의 성능은 그래픽 카드와 관리 소프트웨어의 품질 모두에 따라 달라진다. 시중에는 여러 다중 헤드(다중 출력) 그래픽 카드가 있다. AMD(아이피니티 기술), 엔비디아(모자이크 기술)에서 제조한 대부분의 범용 다중 출력 카드는 최대 6-12개의 젠록 출력(genlocked outputs)을 지원한다. 범용 카드에는 캡처 카드에서 여러 비디오 스트림을 표시하기 위한 최적화가 없다. 더 많은 수의 디스플레이 또는 높은 비디오 입력 성능을 얻으려면 특수 그래픽 카드(예: Datapath Limited, 매트록스 그래픽스, Jupiter Systems)를 사용해야 한다.
비디오 월 컨트롤러는 일반적으로 LED 디스플레이의 베젤(모니터의 외부 프레임)을 보정하거나 프로젝터의 가장자리를 혼합하기 위해 이미지를 겹치도록 베젤 보정을 지원한다.

### 매트릭스, 그리드 및 예술적 레이아웃

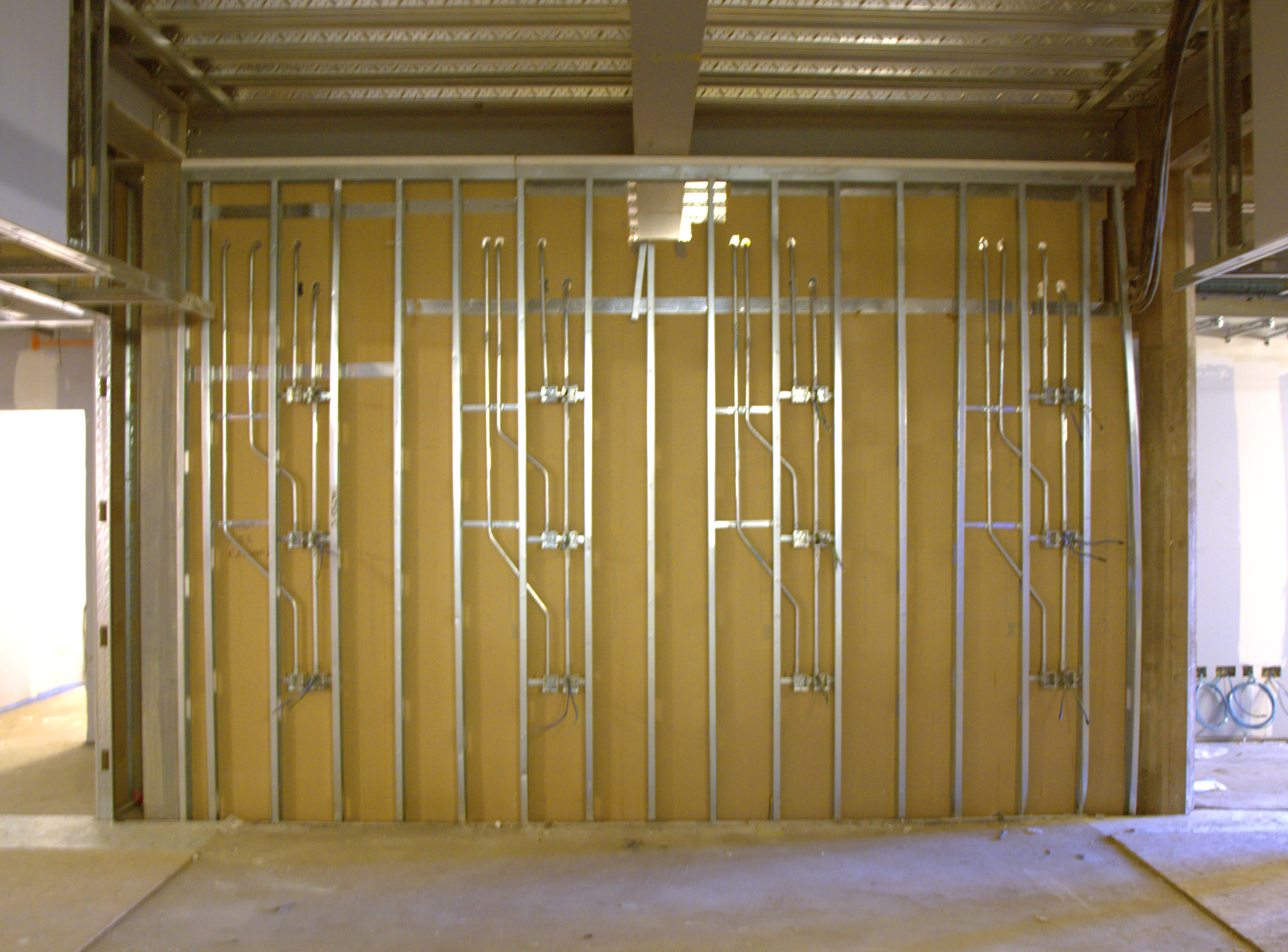
건설 중인 4x3 비디오 월

통합 비디오 월 스케일러는 동일한 디스플레이의 매트릭스 그리드 레이아웃(예: 2x2, 3x3, 4x4 등)으로 제한되는 경우가 많다. 여기서 종횡비는 동일하게 유지되지만 원본 이미지는 매트릭스의 디스플레이 수에 따라 크기가 조정된다. 더 고급 컨트롤러는 비디오 월의 종횡비가 개별 디스플레이의 종횡비와 매우 다를 수 있는 모든 구성의 그리드 레이아웃(예: 1x5, 2x8 등)을 가능하게 한다. 다른 컨트롤러는 디스플레이를 캔버스 내 어디에나 배치할 수 있지만 세로 또는 가로 방향으로 제한된다. 가장 진보된 비디오 월 컨트롤러는 디스플레이에 대한 완전한 예술적 제어를 가능하게 하여 다양한 디스플레이의 이질적인 혼합은 물론 비디오 월 캔버스 내의 모든 개별 디스플레이의 360도 다각도 회전을 가능하게 한다.

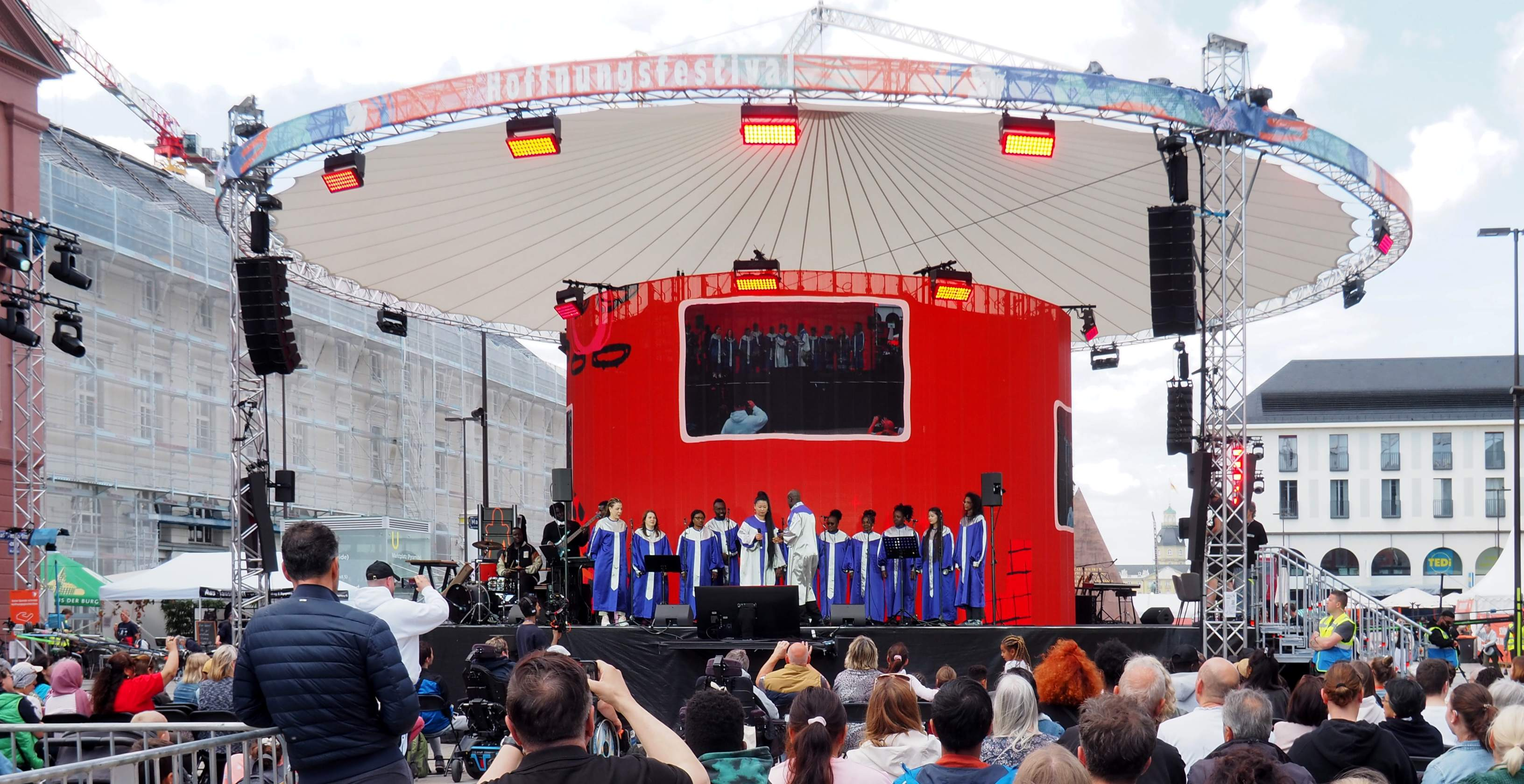
원형 무대의 무한 비디오 월

### 다중 동시 소스
고급 비디오 월 컨트롤러를 사용하면 비디오 월 내의 디스플레이 그룹에 여러 소스를 출력하고 라이브 재생 중에도 이러한 영역을 자유롭게 변경할 수 있다.
더 기본적인 스케일러는 전체 비디오 월에 단일 소스만 출력할 수 있다.

### 네트워크 비디오 월
일부 비디오 월 컨트롤러는 서버룸에 상주하며 네트워크를 통해 "그래픽 카드"와 통신할 수 있다. 이 구성은 유연성 측면에서 이점을 제공한다. 종종 이는 서버룸에 "송신기" 장치가 각 그래픽 출력에 연결되고 "수신기"가 각 디스플레이에 연결된 기존 비디오 월 컨트롤러(여러 그래픽 카드 포함)를 통해 달성된다. 이러한 송신기/수신기 장치는 Cat5e/Cat6 케이블 확장 또는 기존 네트워크 스위치를 통해 라우팅할 수 있는 더 유연하고 강력한 "IP를 통한 비디오"를 통해 연결된다. 서버가 비디오 카드를 필요로 하지 않고 수신기 장치와 네트워크를 통해 직접 통신하는 순수 네트워크 비디오 월은 훨씬 더 고급이다.
윈도우 기반 네트워크 비디오 월이 시장에서 가장 일반적이며 훨씬 더 나은 기능을 제공한다.
네트워크 구성은 비디오 월이 개별 디지털 사이니지와 동기화될 수 있도록 한다. 이는 다양한 크기와 구성의 비디오 월뿐만 아니라 개별 디지털 디스플레이도
동시에 동일한 콘텐츠를 표시할 수 있음을 의미하며, 이를 '미러링'이라고 한다.

### 투명 비디오 월
투명 비디오 월은 투명 LCD 화면과 비디오 월 컨트롤러를 결합하여 크고 투명한 표면에 비디오 및 스틸 이미지를 표시한다. 투명 디스플레이는 다양한 회사에서 구입할 수 있으며 소매점 및 창문 디스플레이 또는 매장 내 프로모션에 디지털 사이니지를 추가하려는 기타 환경에서 흔히 볼 수 있다. 베젤 없는 투명 디스플레이는 특정 비디오 월 컨트롤러를 사용하여 개별 디스플레이를 비디오 월로 전환하여 훨씬 더 넓은 표면을 덮을 수 있다.

## 렌더링 클러스터
- 일리노이 대학교 시카고의 전자 시각화 연구소에 있는 제이슨 레이와 다른 연구자들은 확장 가능한 적응형 그래픽 환경(SAGE)을 개발하여 다양한 네트워크 애플리케이션을 대형 디스플레이 벽(LDW) 시스템에 원활하게 표시할 수 있도록 했다. 3D 렌더링, 원격 데스크톱, 비디오 스트림 및 2D 지도와 같은 다양한 시각화 애플리케이션은 렌더링된 픽셀을 LDW의 가상 고해상도 프레임 버퍼로 스트리밍한다. 고대역폭 네트워크를 사용하여 원격 시각화 애플리케이션은 데이터를 SAGE로 스트림할 수 있다. 별도의 디스플레이 노드로 작동하는 SAGE의 사용자 인터페이스는 사용자가 기존 그래픽 사용자 인터페이스에서 찾을 수 있는 창 형태로 시각화 스트림을 재배치하고 크기를 조정할 수 있도록 한다. LDW에서 시각화 스트림 창의 위치와 크기에 따라 SAGE는 스트림을 해당 디스플레이 노드로 다시 라우팅한다.[27]
- 크로미움은 그래픽스 클러스터에서 대화형 렌더링을 위한 OpenGL 시스템이다. 수정된 OpenGL 라이브러리를 제공함으로써 크로미움은 최소한의 변경 또는 변경 없이 LDW에서 OpenGL 기반 애플리케이션을 실행할 수 있다. 크로미움의 한 가지 분명한 장점은 각 렌더링 클러스터를 활용하고 LDW에서 고해상도 시각화를 달성하는 것이다. 크로미움은 '앱' 노드에서 LDW의 다른 디스플레이 노드로 OpenGL 명령을 스트리밍한다. 시스템의 수정된 OpenGL 라이브러리는 뷰포트 및 타일 좌표를 기반으로 OpenGL 명령을 필요한 노드로 전송하는 것을 처리한다.[28]
- SGI의 데이비드 휴즈와 다른 연구자들은 확장 가능한 공유 메모리의 잠재력을 활용하고 여러 시각적 픽셀 데이터 스트림을 3D 환경으로 관리하도록 설계된 아키텍처인 미디어 퓨전을 개발했다. 이는 몰입형 시각화 환경에서 데이터 관리 솔루션과 상호 작용을 제공한다. SAGE와 유사하게 시각 영역 네트워크(VAN)를 통해 이질적인 네트워크를 가로질러 픽셀을 스트리밍하는 데 중점을 둔다. 그러나 소수의 대형 디스플레이용으로 설계되었다. 디스플레이에 상대적으로 낮은 해상도에 의존하기 때문에 픽셀 데이터는 네트워크 대역폭의 근본적인 한계 내에서 스트리밍될 수 있다.[29] 이 시스템은 고해상도 스틸 이미지, HD 비디오, 라이브 HD 비디오 스트림 및 PC 애플리케이션을 표시한다. 여러 피드를 동시에 벽에 표시할 수 있으며, 사용자는 PC 데스크톱에서 창을 이동하고 크기를 조정하는 것과 거의 동일한 방식으로 각 피드의 위치와 크기를 변경할 수 있다. 각 피드는 사용자의 재량에 따라 즉시 여러 모니터 또는 전체 벽에서 보기 위해 확장될 수 있다.[14]

## 같이 보기
- 다중 이미지
- 다중 모니터
- 비디오 조각
- VESA